# Butterflies (Michael Jackson)
Butterflies är en låt av den amerikanska sångaren Michael Jackson från hans album Invincible. Låten var påtänkt att släppas som en singel, men detta skedde inte. Istället släpptes låten bara till radiostationerna i USA, ett marknadsföringsdrag som har kritiserats. Eftersom singeln inte fanns att köpa ledde detta möjligtvis till att försäljningen av Invincible–albumet steg, men det var inget som syntes på listorna. Genom endast speltid på radion nådde Butterflies en 14:e plats på Billboard listan.
Beslutet att inte släppa Butterflies som singel ledde till att Michael Jackson anklagade Sony för att vara rasistiska och inte bry sig om sina svarta artister. Han demonstrerade till och med utanför Sonys högkvarter tillsammans med sina fans, något som till slut ledde till att bolaget avsatte Tommy Mottola. Utöver tvisten om releasen av Butterflies hade Michael Jackson ända sedan år 2000 legat i en tvist med Sony om rättigheterna till sina låtar från perioden 1984–1991.

## Musikvideon
Enligt rykten spelades en musikvideo in till låten, men Sony stoppade den samtidigt som de stoppade släppningen av singeln.